# Calosoma reticulatum
Calosoma reticulatum, là một loài bọ cánh cứng thuộc họ Carabidae đặc hữu của Bắc Âu và Trung Âu.

## Hình ảnh

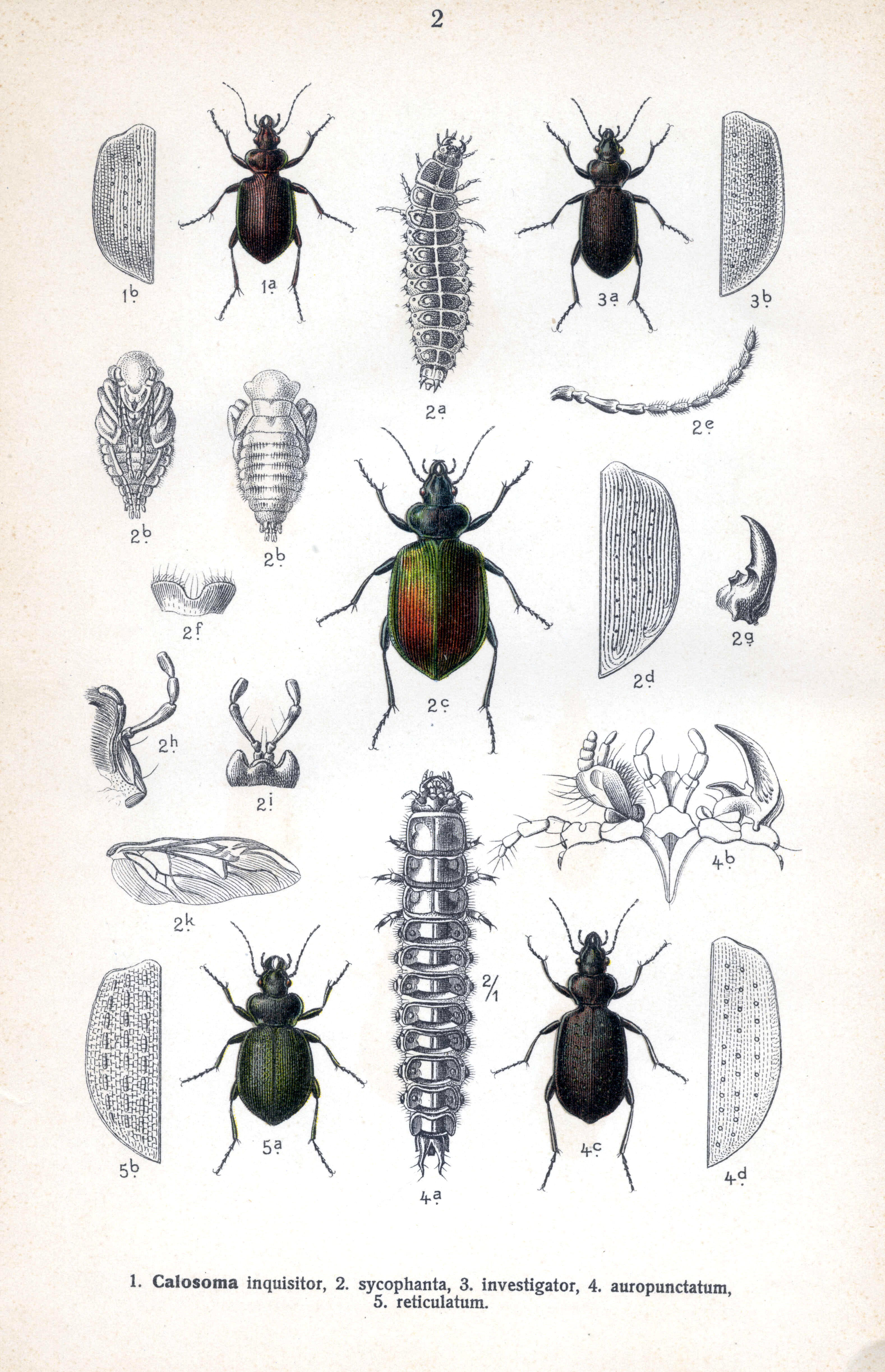
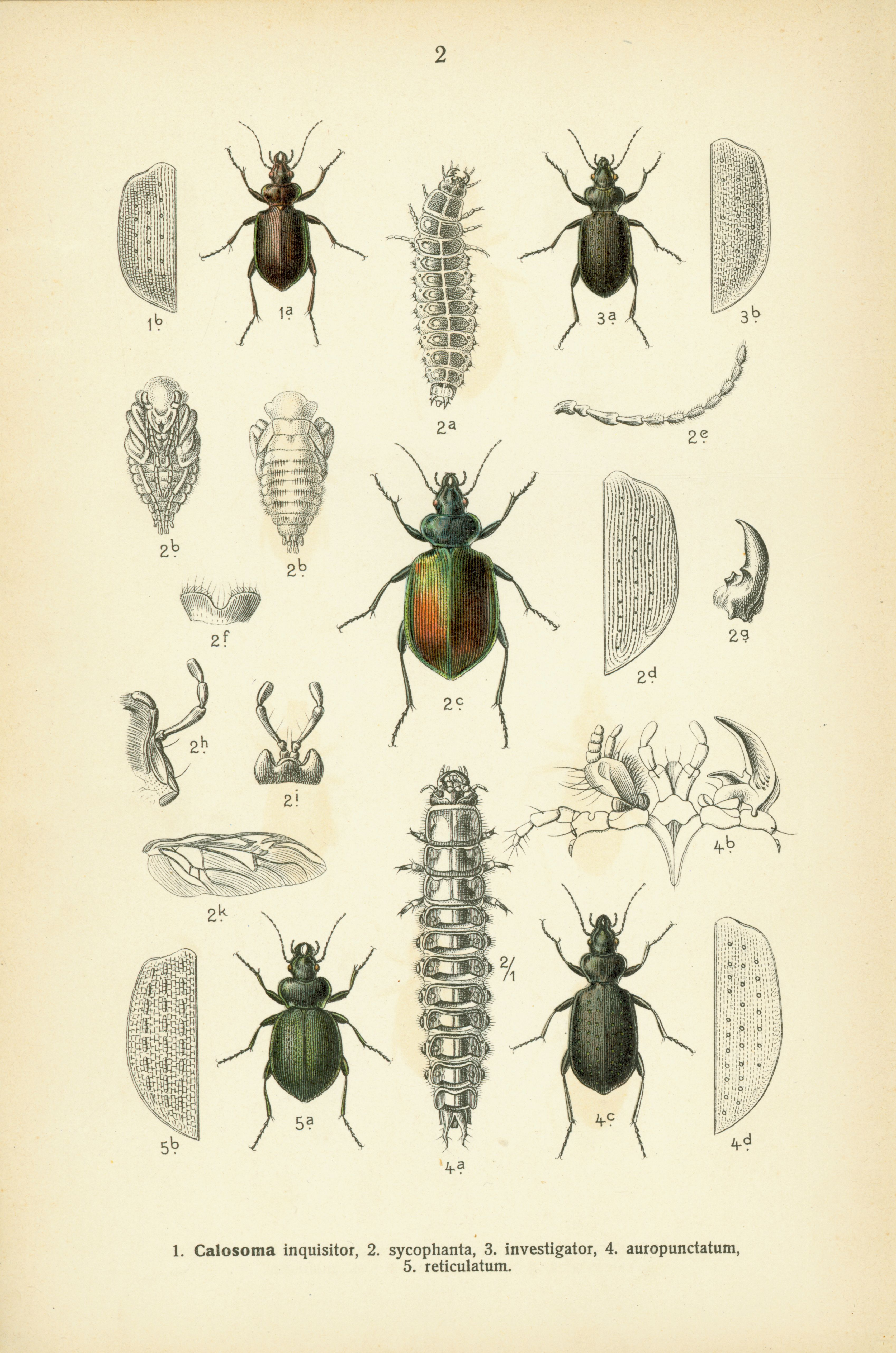